# Rossana Casale

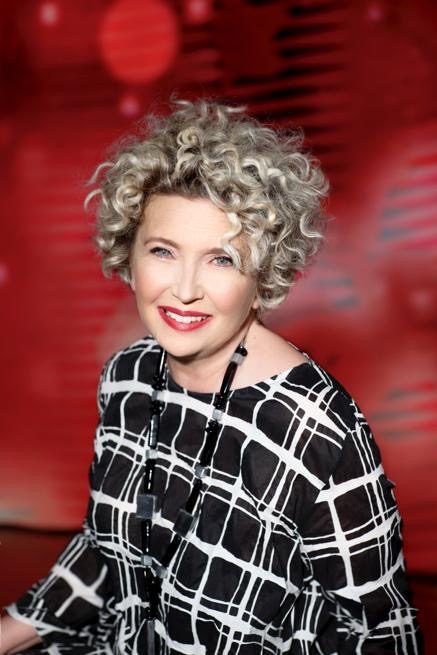
Rossana Casale, foto di Gianni Franzo

Rossana Casale (New York, 21 luglio 1959) è una cantante italiana con cittadinanza statunitense.

## Biografia

### Gli inizi e il successo
Figlia del fotografo statunitense Giac Casale, inizia la sua carriera negli anni Settanta con una lunga gavetta come corista per Vasco Rossi, Edoardo Bennato, Riccardo Cocciante, Mina, Donatello (nell'album del 1975 Il tempo degli dei), Al Bano e Romina Power (è presente all'Eurovision Song Contest 1976 come corista del duo) e, soprattutto, nei concerti dal vivo per Mia Martini e successivamente per la sorella Loredana Bertè. 
Nel 1979 incide due singoli da solista: il primo, con lo pseudonimo Annette Hillmann, dal titolo Couldn't you imagine, prodotto da Detto Mariano, sigla dell'inchiesta televisiva Mille non più mille di Leandro Castellani, il secondo, ...A Uno, questa volta con lo pseudonimo Miss Mystery, scritto e prodotto da Franco Godi.
Nell'80 ha partecipato come corista con Marco Ferradini al tour di Umberto Tozzi con i musicisti americani. Tour che è riportato nel doppio "Tozzi in concerto" dello stesso anno. 
In seguito compare come cantante in molte produzioni Italo disco in progetti quali Eva Eva Eva, Casanova, Bizzy & Co., Pink Project, Kano, N.O.I.A., e collabora con Mike Francis e con il gruppo Klein + M.B.O., con il quale incide il singolo Dirty Talk, pubblicato inizialmente soltanto a Milano nel 1982 che diventò una hit internazionale del circolo underground, oggetto di cover da parte della dj francese Miss Kittin e di sample da parte dei New Order e di Timbaland.
Il primo singolo a suo nome, Didin, scritto da lei con Alberto Fortis, esce nel 1983. Nello stesso anno recita nel film di Pupi Avati Una gita scolastica, come comparsa, e partecipa alla colonna sonora con i brani L'incanto e A tu per tu. 
Nel 1984 esce il suo primo album Rossana Casale, prodotto dalla Premiata Forneria Marconi. 
Nel 1986 ottiene un buon successo al Festival di Sanremo con Brividi, brano scritto da Maurizio Fabrizio, come pure la sua canzone di Sanremo dell'anno successivo, Destino. Del 1986 è l'album La via dei Misteri. Nell'autunno del 1986 partecipa a "Premiatissima 86" che vince con la canzone "Nuova vita". 
In seguito la sua produzione discografica si avvicina alle sonorità più sofisticate della musica jazz con ottiene i suoi primi riconoscimenti all'Umbria Jazz. 
Partecipa a Sanremo altre tre volte: nel 1989 con A che servono gli dei (contenuto nell'album Incoerente Jazz), nel 1991 con Terra (contenuto nell'album Lo stato naturale, in cui vengono fuse sonorità etniche e jazz), e nel 1993, quando arriva terza cantando in coppia con Grazia Di Michele Gli amori diversi (poi seguito dall'album Alba Argentina).

### Gli anni successivi
Nel 1992 è interprete, insieme a Bobby Solo, della colonna sonora di Eddy e la banda del sole luminoso, film d'animazione di Don Bluth, prodotto in italiano da Victorio Pezzolla. 
Nel 1994 esce Jazz in Me, primo lavoro dedicato completamente al jazz. 
Nel 1995 debutta nella commedia musicale Un americano a Parigi al fianco di Raffaele Paganini, ottenendo un grande successo e molti riconoscimenti. 
Nel 1996 è la volta di Nella notte un volo. 
Nel 1999 pubblica l'album Jacques Brel in Me. 
Nel 2000 esce l'album Strani frutti, nello stesso anno è impegnata a teatro nella commedia musicale A qualcuno piace caldo al fianco di Alessandro Gassmann e Gianmarco Tognazzi, per la regia di Saverio Marconi. 
Nella stagione teatrale 2001/2002 è protagonista della commedia musicale La piccola bottega degli orrori, accanto a Manuel Frattini, sempre diretta da Saverio Marconi.
Nel 2002 partecipa come direttrice dell'"Accademia" al programma musicale di Italia 1 che cercava nuovi talenti canori, Operazione trionfo. 
Confermando la sua passione per la musica jazz, nel 2003 pubblica Billie Holiday in Me. 
Anticipato dal brano Gioir d'amore, nel 2006 pubblica Circo immaginario, album ispirato dall'omonimo libro di Sara Cerri. 
Nel 2008 canta una canzone del cartone animato giapponese My Melody - Sogni di magia in onda su Italia 1, alternandosi con Nadia Biondini. 
Nello stesso anno adatta le canzoni della serie Alla ricerca della valle incantata.
Il 21 giugno 2009 è una delle protagoniste del concerto evento allo stadio San Siro di Milano Amiche per l'Abruzzo, ideata da Laura Pausini in seguito al terremoto dell'Aquila del 2009, in cui ha duettato con Mariella Nava e Andrea Mirò in Spalle al muro.
Nel 2010 approda su Rai 2 come vocal coach di X-Factor per la categoria Under 24 Uomini capitanata da Mara Maionchi; nello stesso anno partecipa ai Concerti sotto le Stelle del Pescara International Music Festival, accompagnata dal chitarrista Maurizio Di Fulvio. 
Nel 2013 approda su SKY come Vocal Coach ad X-Factor per la categoria 16-24 Donne capitanata da Mika. 
Nel 2014 pubblica Il Signor G e l'amore, album tributo a Giorgio Gaber.
Nel settembre 2015 partecipa all'iniziativa della rivista Musica Jazz in ricordo di Sergio Endrigo per il decennale della scomparsa, interpretando Era d'estate nella raccolta Momenti di jazz.
Nel 2016 e 2017 è stata nuovamente protagonista a X Factor come vocal coach.
È stata docente di canto jazz indirizzo Popular Music presso il Conservatorio di Musica Ghedini di Cuneo dal 2009 al 2011, successivamente al Conservatorio Arrigo Boito di Parma fino al 2016, docente di canto jazz nel 2017 presso il Conservatorio Licino Refice di Frosinone e nel 2018 al Conservatorio Luisa D'Annunzio di Pescara. Nel 2019 viene nominata docente di ruolo di canto pop rock al Conservatorio A. Boito di Parma.
Nel 2018 realizza l'album Round Christmas distribuito da Egea.
Nel corso del 2019 inizia una collaborazione con le sue amiche e colleghe Grazia Di Michele e Mariella Nava, un progetto che porta il nome di Cantautrici, che vede i primi due concerti in trio a Milano il 22 dicembre e a Roma il 26 dicembre. Segnali universali è il loro primo singolo uscito nella primavera del 2020, seguito da Anime di vetro, pubblicata il giorno della festa della donna del 2021 e Sotto un altro cielo nel dicembre 2021. L'8 aprile 2022 vede la luce l'album Trialogo.

## Discografia

### Album in studio
- 1984 – Rossana Casale
- 1986 – La via dei misteri
- 1989 – Incoerente jazz
- 1991 – Lo stato naturale
- 1993 – Alba argentina
- 1994 – Jazz in Me
- 1996 – Nella notte un volo
- 1999 – Jacques Brel in me
- 2000 – Strani frutti
- 2004 – Billie Holiday in me
- 2006 – Circo immaginario
- 2009 – Merry Christmas in Jazz
- 2014 – Il signor G e l'amore
- 2016 – Round Christmas
- 2022 – Trialogo (Cantautrici) (con Grazia Di Michele e Mariella Nava)
- 2022 – Joni
- 2024 – Almost Blue

### Raccolte ufficiali
- 1989 – Frammenti
- 1992 – Brividi
- 2002 – Riflessi - Greatest hits

### Altre raccolte
- 1998 – The Greatest Hits
- 2006 – Le più belle canzoni di Rossana Casale
- 2009 – The Universal Music Collection

### Singoli
- 1979 – ...A uno/...A uno (instrumental) (come Miss Mystery)
- 1983 – Didin/Zaffiro rosa
- 1986 – Brividi/Alfreds
- 1987 – Destino/Deja vu
- 1987 – Sittin' on the dock of the bay/La via dei misteri
- 1989 – A che servono gli dei/In un mondo così
- 1989 – Un cuore semplice/Magritte
- 1991 – Terra/Pioggia
- 1991 – Terra (3 versioni)/You're on my mind (con Carmel McCourt)
- 1993 – Gli amori diversi (con Grazia Di Michele)
- 1993 – Difendi questo amore/A special day
- 1993 – Arcobaleno
- 1996 – Se tu fossi qui
- 2005 – Difendi questo amore
- 2006 – Gioir d'amore
- 2016 – Round Christmas
- 2020 – Segnali universali (con Grazia Di Michele e Mariella Nava)
- 2021 – Anime di vetro (con Grazia Di Michele e Mariella Nava)
- 2022 – Sotto un altro cielo (con Grazia Di Michele e Mariella Nava)
- 2022 – Io sono l'amore (con Grazia Di Michele e Mariella Nava)
- 2022 – Tutti amano il sole (con Grazia Di Michele e Mariella Nava)
- 2022 – In And Out Of The Lines
- 2024 – Shades Of Blue